# برنت لپیستو
برنت لپیستو (استونیایی: Brent Lepistu؛ زادهٔ ۲۶ مارس ۱۹۹۳) بازیکن فوتبال اهل استونی است.
از باشگاه‌هایی که در آن بازی کرده‌است می‌توان به باشگاه فوتبال فلورا تالین اشاره کرد.
وی همچنین در تیم‌های ملی فوتبال زیر ۱۷ سال استونی، Estonia national under-18 football team، زیر ۱۹ سال استونی، زیر ۲۱ سال استونی، زیر ۲۳ سال استونی، و استونی بازی کرده‌است.